# کنیز (فیلم ۱۳۵۳)
کنیز فیلمی ایرانی به کارگردانی کامران قدکچیان و نویسندگی احمد نجیب‌زاده محصول سال ۱۳۵۳ است. در ای فیلم سعید راد، ملوسک، زکریا هاشمی، شورانگیز طباطبایی، توران مهرزاد و جلال پيشواييان ایفای نقش می‌کنند.
این فیلم اقتباسی از ربه‌کا ساختهٔ آلفرد هیچکاک است.

## خلاصه داستان
امید (سعید راد) قرارداد شیرین (ملوسک) را با صاحب کاباره ای فسخ می کند و، پس از مراسم ازدواج، او را به ویلایش در شمال می برد. فروغ (شورانگیز طباطبائی)، همسر سابق امید، هشت ماه پیش خانه و زندگی اش را ترک کرده است. سایه ی فروغ همچنان بر خانه سنگینی می کند، و بانو (توران مهرزاد)، ندیمه ی فروغ، و آشپزها امور خانه را آن طور پیش می برند که فروغ بر اوضاع خانه و زندگی مسلط باشد؛ زیرا فروغ دیگر به خانه باز نخواهد گشت، چون به دست او، به دلیل خیره سری هایش، کشته شده است. در ویلا غلام دیوانه (ذکریا هاشمی) و امیر (جلال پیشوائیان) زندگی می کنند که هر دو به فروغ علاقه داشته اند. امیر اصرار دارد که شاهد قتل فروغ به دست امید بوده است. پس از مدتی ماهی گیرها جسد فروغ را از دریا می گیرند، و امیر و امید با یکدیگر درگیر می شوند. امیر اعتراف می کند که فروغ پس از اینکه به دست امید زخمی شده توسط او کشته شده است. سرانجام امیر، قبل از آنکه امید را به قتل برساند، به دست غلام کشته می شود، و غلام به ضرب گلوله ی پلیس از پا در می‌آید.

## بازیگران

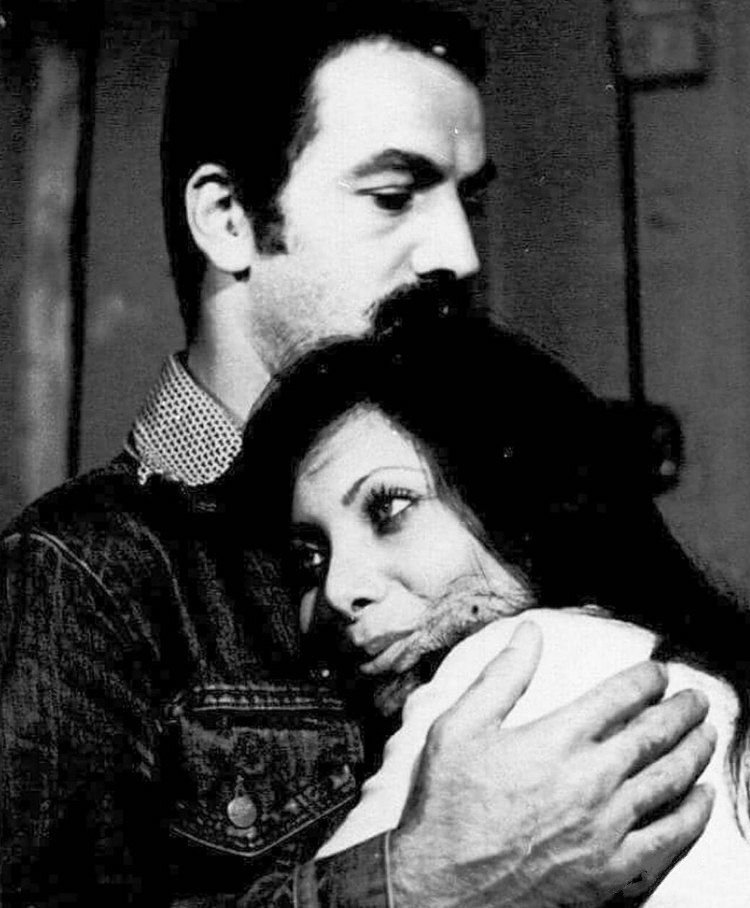
سعید راد و ملوسک در فیلم کنیز

- سعید راد
- ملوسک
- شورانگیز طباطبایی
- منوچهر حامدی
- زکریا هاشمی
- توران مهرزاد
- محمدتقی کهنمویی
- عبدی
- جلال پیشواییان